# 砷铋铜石
砷铋銅石（英語：Mixite）是一種稀有的砷酸銅鉍礦物，屬六方晶系，晶體通常呈輻射狀針狀棱柱和塊狀結殼形式，顏色從白色到各種深淺不一的綠色和藍色不等，莫氏硬度為3.5至4，比重為3.8。有不均勻的斷裂具明亮的金剛光澤，和浅蓝绿色条痕。砷鐵銅石於1879年由礦山的工程師Anton Mixa在捷克共和國J´achymov附近發現 。
砷铋铜石是砷铋铜石礦物組的成員之一，礦物組的化學通式BiCu
6(AsO
4)
3(OH)
6·
3(H
2O)，其中A為REE、Al、Ca、Pb或Bi，T為P或As。除砷铋铜石外，該礦物組還包含同構礦物砷钇铜石－(Y)，砷钇铜石-(Ce)，砷钇铜石－(Nd)，砷钇铜石－(La)，磷钙铜石（calciopetersit），三水砷铝铜石（goudeyite），磷铜石（petersite）－(Ce)，磷铜石（petersite）－(Y)，铋铜砷酸石（plumboagardite）和扎水羟砷铜石（zálesíite）。

## 成因产状
砷铋铜石是一种非常见的次生矿物，产于铜矿床的氧化带中，其伴生礦物包括钴华、孔雀石、重晶石 。

### 產地
在以下地方均曾發現：阿根廷 、澳大利亞、奧地利、法國、德國、 希臘、匈牙利、意大利、日本、墨西哥 、納米比亞、波蘭、西班牙、瑞士、英國和美國。